# 平井昌平
平井 昌平（1897年〈明治30年〉2月16日 - 1957年〈昭和29年〉4月3日）は、日本の海軍軍人。海軍兵学校46期生。最終階級は海軍少将。終戦時は呉海軍工廠総務部長。

## 経歴
1897年（明治30年）2月16日に山梨県北都留郡広里村（現：大月市大月町）で、父・保太郎、母・いちの四男として生まれる。
真木尋常小学校、広里高等小学校を卒業後、長兄の薦めもあり、東京に出ていた別の兄を頼って麻布中学へ進学する。麻布中学卒業後は、海軍兵学校へ進学し、1918年（大正7年）に46期生として卒業する。
1927年（昭和2年）には井上良馨元帥の副官となる。
1934年（昭和9年）には少佐に昇進しており、軍の特命を受けてアメリカ合衆国へ実情偵察を目的として出張する。2年後、日本に戻った平井は「アメリカ合衆国は先進大国であり、日本が戦争を行っても絶対に勝てない」旨の報告書を大日本帝国海軍上層部に提出している。
1940年（昭和15年）、呉海軍工廠へ配属。
1945年（昭和20年）8月の終戦時点では少将となり、呉海軍工廠の総務部長となっていた平井は呉港をアメリカ軍に引き渡す戦後処理の陣頭指揮を行った。
終戦後は予備役に編入され、ロシア語と英語に堪能であったことから、呉市内で通訳として過ごした。1947年（昭和22年）11月28日、公職追放仮指定を受けた。1957年（昭和29年）4月3日に亡くなった。
平井の墓は、大月市大月町真木の善福寺に建てられている。

## 栄典
- 1919年（大正8年）9月10日 - 正八位[5]